# Бентију
Бентију (арап. بانتيو) је главни град вилајета Ел Вахда у Јужном Судану. Налази се у мочварном пределу Суд, у долини реке Бахр ел Газал, тачније на њеној десној обали. Према подацима из 2010. године у граду живи 6.508 становника. У околини града се налази богата лежишта нафте.